# Tourcoing
Tourcoing (picc. Tourco, ned. Toerkonje, fiamm. Terkoeje) è un comune francese di 98 656 abitanti situato nel dipartimento del Nord nella regione dell'Alta Francia.

## Geografia fisica
La città di Tourcoing è con Roubaix una delle principali città dell'agglomerazione urbana di Lilla, ai confini col Belgio. Rispetto alle città vicine si trova in una zona generalmente pianeggiante; l'abitato non è attraversato da alcun corso d'acqua rilevante, ma vi è un canale artificiale, detto di Tourcoing, che non è altro che una ramificazione del Canale di Roubaix.

## Etimologia
L'origine del nome Tourcoing è misteriosa, tuttavia sono state fatte alcune ipotesi. Una di esse fa derivare il nome dal celtico Tor porta o passaggio e oing bosco quindi "Passaggio del bosco" o "Porta del bosco"; in effetti la città è stata per secoli circondata da foreste e boschi.

## Storia
Tourcoing viene nominata per la prima volta in un documento del 1080 ove veniva citato un certo Saswalus de Turconium, cinquant'anni più tardi viene intrapresa la costruzione della chiesa di San Gastone. Superate con difficoltà le rovine portate dalla Guerra dei Cent'anni e delle Guerre di religione, nel 1360 per la qualità dei loro tessuti, gli abitanti ottennero un sigillo speciale. Unita definitivamente alla Francia nel 1668, nel 1794 Tourcoing fu sede di una battaglia durante la guerra della Prima coalizione. Con la Rivoluzione industriale, divenne una delle capitali del tessile, la popolazione aumentò vertiginosamente fino ai centomila abitanti, la chiesa di San Cristoforo venne ingrandita, il municipio ricostruito in stile napoleonico e in occasione della esposizione del tessile nel 1906, venne edificata la torre della camera di commercio. Durante la prima e la seconda guerra mondiale patì l'occupazione tedesca. Negli anni '70 la città risentì fortemente della crisi del tessile.

## Società

### Evoluzione demografica
Abitanti censiti

## Infrastrutture e trasporti

### Strade
La principale via d'accesso alla città è l'autostrada A22 che attraversa la parte settentrionale dell'area metropolitana di Lilla.

### Ferrovie
Tourcoing è servita da una propria stazione ferroviaria posta lungo la linea Fives-Mouscron che unisce Lilla al Belgio.

## Amministrazione

### Cantoni
Fino alla riforma del 2014, il territorio comunale della città di Tourcoing era ripartito in tre cantoni:
- Cantone di Tourcoing-Nord
- Cantone di Tourcoing-Nord-Est
- Cantone di Tourcoing-Sud

A seguito della riforma approvata con decreto del 17 febbraio 2014, che ha avuto attuazione dopo le elezioni dipartimentali del 2015, il territorio comunale della città di Tourcoing è stato ripartito in due cantoni:
- Cantone di Tourcoing-1: comprende parte della città di Tourcoing e i comuni di Halluin, Neuville-en-Ferrain e Roncq
- Cantone di Tourcoing-2: comprende parte della città di Tourcoing.

### Gemellaggi
La città è gemellata con:
- Bottrop, dal 1967
- Biella, dal 1968
- Mühlhausen, dal 1993
- Distretto di Mitte, dal 1995
- Mouscron, dal 1996
- Guimarães, dal 1996
- Jastrzębie-Zdrój, dal 1997
- Partyzanski raën, dal 2015